# Chó sục cáo
Chó sục cáo là tên gọi chung của hai giống chó khác nhau của loại chó sục: Chó sục cáo lông mượt và Chó sục cáo lông xoăn. Cả hai giống này có nguồn gốc từ thế kỷ 19 từ một số ít những con chó có nguồn gốc từ các giống chó sục của Anh trước đây và có liên quan đến các giống chó sục lông trắng hiện đại khác. Ngoài ra, một số giống đã được phân ra từ hai loại chó sục cáo chính này và đã được công nhận là giống riêng biệt, bao gồm Chó sục Jack Russell, Chó sục nhỏ và Chó sục chuột.

## Các vấn đề sức khỏe thường gặp
Bệnh nhược cơ, một căn bệnh thần kinh cơ, có thể di truyền trong giống chó sục cáo lông mượt thông qua một gen lặn tự phát. Căn bệnh này cũng có thể là triệu chứng của chứng Bệnh thần kinh cơ, đây là một vấn đề sức khỏe đối với Chó sục lông lượn sóng. Một tình trạng di truyền khác trong Chó sục lông mượt là đục thủy tinh thể, vốn phổ biến trong giống này hơn so với mức trung bình trong các giống chó khác. Cả hai loại Chó sục cáo đều có thể dễ bị dị ứng.
Trong một cuộc khảo sát được thực hiện bởi Câu lạc bộ Chăm sóc Chó, nguyên nhân chính gây tử vong cho Chó sục cáo là tuổi già, gây ra 31,8% số ca tử vong được báo cáo. Nguyên nhân thứ hai là ung thư, thuộc một loại không xác định, chiếm 22,7% trong các ca tử vong được báo cáo. Tuổi thọ trung bình của Chó sục cáo là khoảng 15 năm, tuy nhiên, cuộc khảo sát của Câu lạc bộ Chăm sóc Chó cho biết tuổi trung bình khi qua đời của giống chó này chỉ là 13 năm và 2 tháng.